# اطاله بررسی
اطاله بررسی (فیلیباستر) (انگلیسی: Filibuster) یک روند پارلمانی است که منازعه بر سر قسمتی از روند قانون‌گذاری به طول می‌انجامد و یک یا چند عضو، رأی‌گیری را به تعویق انداخته یا به‌طور کلی از آن جلوگیری می‌کنند. فرهنگستان زبان و ادب فارسی، برای فیلیباستر برابرِ «سد رأی» را برگزیده است.

## فیلیباستر در جمهوری روم باستان
گفته می‌شود مبدع فیلیباستر سناتور جمهوری روم باستان کاتوی کوچک بوده‌است. در سنای روم قانونی وجود داشت که جمع کردن همه امور سنا را تا قبل از غروب آفتاب الزامی می‌کرد. کاتو علیه مواردی که با آنها مخالف بود آنقدر سخنرانی می‌کرد تا آفتاب غروب کند و نوبت به رای‌گیری نرسد. از آنجا که سناتورهای روم مصونیت داشتند و مجازات صدمه زدن به آن‌ها اعدام بود، کسی نمی‌توانست سخنرانی کاتو را قطع کند.
کاتو دو مرتبه سعی کرد که با استفاده از فیلیباستر از اعطای اختیارات بیشتر به ژولیوس سزار جلوگیری کند.
برخی محققان عقیده دارند که فیلیباستر یکی از دلایل ناکارآمدی و افول دموکراسی در جمهوری روم و ظهور امپراتورها بود.

## فیلیباستر در ایران
در جریان نهضت ملی شدن نفت، با توجه به اینکه طرفداران قرارداد گس–گلشائیان (مخالفین ملی شدن) در مجلس دارای اکثریت بودند، چهار روز مانده به پایان آن دوره مجلس، حسین مکی از طرف مخالفین قرارداد (موافقین ملی شدن) نطق طولانی چهار روزه‌ای انجام داد که به اتمام آن دوره مجلس و عدم امکان رای‌گیری منجر شد. نطق مکی مصداق فیلیباستر محسوب می‌شود.

## فیلیباستر در سنای ایالات متحده آمریکا
در سنای آمریکا، رایج‌ترین نوع فیلیباستر زمانی رخ می‌دهد که سناتوری تلاش کند به رأی گذاشته شدن طرحی را با ادامه دادن بحث بر سر اقدام، به تعویق انداخته یا به کلی جلوی آن را بگیرد. مقررات به یک سناتور، یا مجموعه‌ای از سناتورها اجازه می‌دهد به هر میزان که بخواهند در خصوص هر موضوعی که می‌خواهند صحبت کنند، مگر این که سه پنجم سناتورها که به‌طور مناسب انتخاب شده و سوگند یاد کرده باشند (معمولاً ۶۰ تا از ۱۰۰ سناتورها) با رأی به کفایت مذاکرات طبق مقررات ۲۲ سنا، بحث را خاتمه دهند.
طبق حکم دیوان عالی ایالات متحده آمریکا در پرونده ایالات متحده در برابر بالین (۱۹۶۰) تغییر مقررات سنا با یک اکثریت ساده مقدور است. به هر روی، طبق مقررات کنونی سنا، خود تغییر مقررات را می‌توان فیلیباستر کرد و برای ختم مباحثات نیاز به رأی دو سوم سناتورهای حاضر و رأی دهنده است. با وجود این، این احتمال وجود دارد که رئیس سنا اطاله در بررسی اطاله را خلاف قانون اساسی ارزیابی کند، که در نتیجه این تصمیم را می‌توان با یک اکثریت سادهٔ سنا تأیید کرد.
در روز پنجشنبه ۱۹ شهریور ۱۳۹۴ (۱۰ سپتامبر ۲۰۱۵) پس از ساعت‌ها بحث در صحن سنای آمریکا در مورد قرارداد هسته‌ای ایران و آمریکا، جمهوری‌خواهان نتوانستند به آرای لازم برای جلوگیری از استفاده دموکرات‌ها از اطاله بررسی دست یابند.